# Милош Шестић
Милош Шестић (Милосавци, код Лакташа, 8. август 1956) бивши је југословенски и српски фудбалер који је играо на позицији нападача. Упамћен је по својој брзини и дриблинзима. Шестић је наступао за Црвену звезду, Олимпијакос и Војводину. Са Црвеном звездом је освојио четири првенства и један куп Југослвије, док је са Војводином био првак државе 1989. године.

## Фудбалска каријера
Фудбалску каријеру Шестић је започео 1972. године у Јединству из Старе Пазове, где се задржао две године. Пажњу на себе привукао је као омладинац на првенству југословенских република и покрајина играјући за селекцију Војводине. Вујадин Бошков је одмах након тог турнира био на корак од довођења Шестића у новосадску Војводину, али је тренер Црвене звезде Миљан Миљанић успео да Војводини преотме Шестића.

### Црвена звезда
За први тим Црвене звезде дебитовао је 24. априла 1974. године, заменивши Јована Аћимовића против Олимпије, у Љубљани. Миљанић је на крају те сезоне постао тренер Реал Мадрида, а Шестићев стил игре се није уклапао у тактику Миљанићевих наследника Милована Ћирића и Гојка Зеца, па није био у првом плану. После сезоне 1977/78, Шестић је био близу одласка из Црвене звезде, али се код новог тренера Бранка Станковића изборио за статус стандардног првотимца. Један од најпознатијих голова Шестић је те сезоне дао у вечитом дербију на Дан републике, када је голман Партизана Петар Борота спустио лопту на земљу, мислећи да је судија досудио прекршај над њим, а Шестић је искористио прилику и лопту шутнуо у гол. Те сезоне у Купу Уефа Шестић је постигао голове против Вест Бромбич албиона у четвртфиналу и Херте у полуфиналу. Био је стрелац првог гола у финалу Купа УЕФА 1979. против Борусије из Менхенгладбаха.
У дресу Црвене звезде одиграо је 441 утакмицу и постигао 108 голова, освојивши четири титуле првака земље (1977, 1980, 1981, 1984) и један трофеј купа Југославије (1982).  Последњу утакмицу за Црвену звезду је одиграо против Сарајева 9. децембра 1984. године.

### Олимпијакос
У децембру 1984. године, пирејски Олимпијакос поднео је званичан предлог за куповину Шестића, који је прихватила управа Црвене звезде и сам Шестић. Шестић је у Олимпијакосу остао око две године. Није успео да освоји титулу са грчким тимом, али је уписао 50 утакмица и постигао 11 голова.

### Војводина
У фудбалски клуб Војводина дошао је 1987. године и са Војводином је успео за три сезоне, од статуса друголигаша освојити шампионску титулу 1989. године. За Војводину је одиграо 114 утакмица и постигао 32 гола.
Играо је и за ФК Вождовац 1992. године.